# Cloruro de platino(II)
El cloruro de platino(II) describe al compuesto inorgánico con la fórmula PtCl2. Es un precursor utilizado en la preparación de otros compuestos de platino. El cloruro de platino(II) existe en dos formas cristalinas (polimorfos), pero sus principales propiedades son algo similares: marrón oscuro, insoluble en agua, diamagnético e inodoro.

## Estructura
Las estructuras de PtCl2 y PdCl2 son similares. Estos dicloruros existen en estructuras poliméricas, denominadas «α», y hexaméricas, denominadas «β». La forma β se convierte en la forma α a 500 °C. En la forma β, las distancias Pt-Pt son de 3,32-3,40 Å, lo que indica la existencia de algún tipo de enlace entre los pares de metales. En ambas formas de PtCl2, cada centro de Pt tiene cuatro coordenadas y está rodeado por cuatro ligandos de cloruro. Complementariamente, cada centro de cloro tiene dos coordenadas y está conectado a dos átomos de platino.La estructura del α-PtCl2 es desordenada y contiene unidades PtCl4 cuadrangulares con bordes y/o esquinas compartidas.

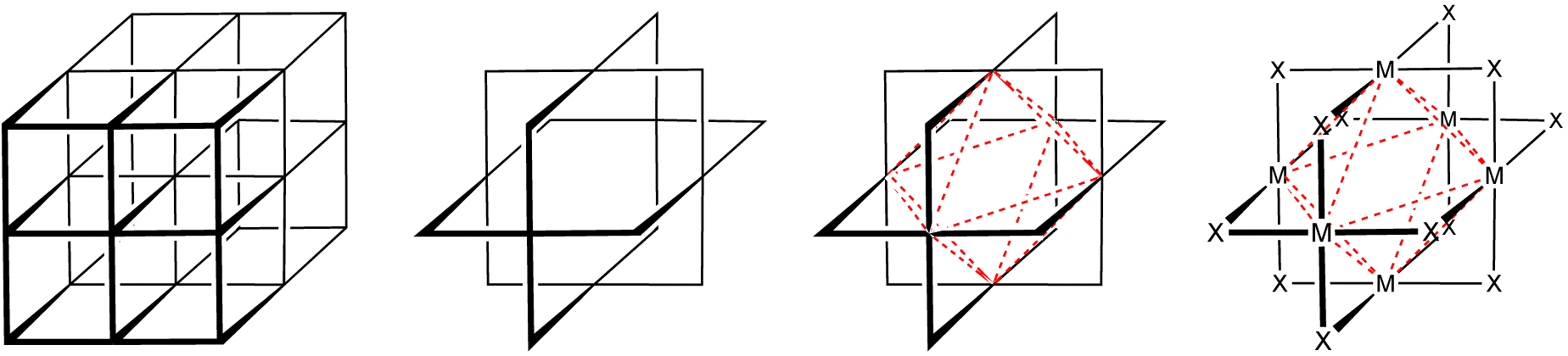
Evolución de la estructura β-PtCl_{2}: comienza con una red cúbica, se eliminan los puntos de la red centrados y de las esquinas, se inscribe el octaedro (líneas rojas), se etiquetan las esquinas como X (doce centros de Cl^{−}) y los átomos centrados en las caras como M (seis centros de Pt(II).

## Preparación
El β-PtCl2 se prepara calentando el ácido cloroplatínico a 350 °C en el aire.
H2PtCl6 → PtCl2 + Cl2 + 2 HCl
Este método es conveniente porque el ácido cloroplatínico se genera fácilmente a partir del metal platino. Las soluciones acuosas de H2PtCl6 también pueden reducirse con sales de hidrazinia, pero este método es más laborioso que la ruta térmica de Kerr y Schweizer.
Aunque es posible formar PtCl2 cuando el metal de platino entra en contacto con gas cloro caliente, este proceso sufre sobrecloración y se obtiene PtCl4. Berzelius y, posteriormente, Wöhler y Streicher demostraron que, al calentarse a 450 °C, este compuesto de Pt(IV) se descompone en el derivado de Pt(II). 
PtCl4 → PtCl2 + Cl2
Este tipo de transformaciones son «impulsadas» por la entropía, es decir, la energía libre que se obtiene al liberar un producto gaseoso de un sólido. Al calentarse a temperaturas aún más altas, el PtCl2 libera más cloro, formando Pt metálico. Esta conversión es la base del ensayo gravimétrico para determinar la pureza del producto PtCl2.

## Reacciones
La mayoría de las reacciones del PtCl2 se producen mediante el tratamiento con ligandos (L) para dar lugar a derivados moleculares. Estas transformaciones implican la despolimerización mediante escisión de los enlaces Pt-Cl-Pt.
PtCl2 + 2 L → PtCl2L2
La adición de amoniaco produce inicialmente "PtCl2(NH3)2", la " sal verde de Magnus ", también descrita como [Pt(NH3)4][PtCl4].
Se han descrito muchos complejos, los siguientes son ilustrativos: 
- K2PtCl4 rosa, un derivado soluble en agua ampliamente utilizado.
- cis-PtCl2(NH3)2 incoloro, más conocido como cisplatino.
- cis -PtCl2(P(C6H5)3)2 incoloro, un precursor común a otros complejos del tipo PtX(Cl(P(C6H5)3)2 (X = H, CH3, etc.).
- trans -PtCl2(P(C6H5)3)2 amarillo, un pariente metaestable del isómero cis - .
- dicloro(cicloocta-1,5-dieno)platino(II) (Pt(cod)Cl2) incoloro, un compuesto "orgánico soluble" que contiene un ligando orgánico lábil.

Varios de estos compuestos son de interés en la catálisis homogénea al servicio de la síntesis orgánica o como fármacos contra el cáncer.